# WE WISH
WE WISH (World Environmental Watching & Investigation from Space Height) war ein Erdbeobachtungs- und  Amateurfunksatellit, der von Mitarbeitern der Meisei Denki K.K. (japanisch 明星電気株式会社, englisch Meisei Electric Co., Ltd.) gebaut wurde.

## Mission und Nutzlast

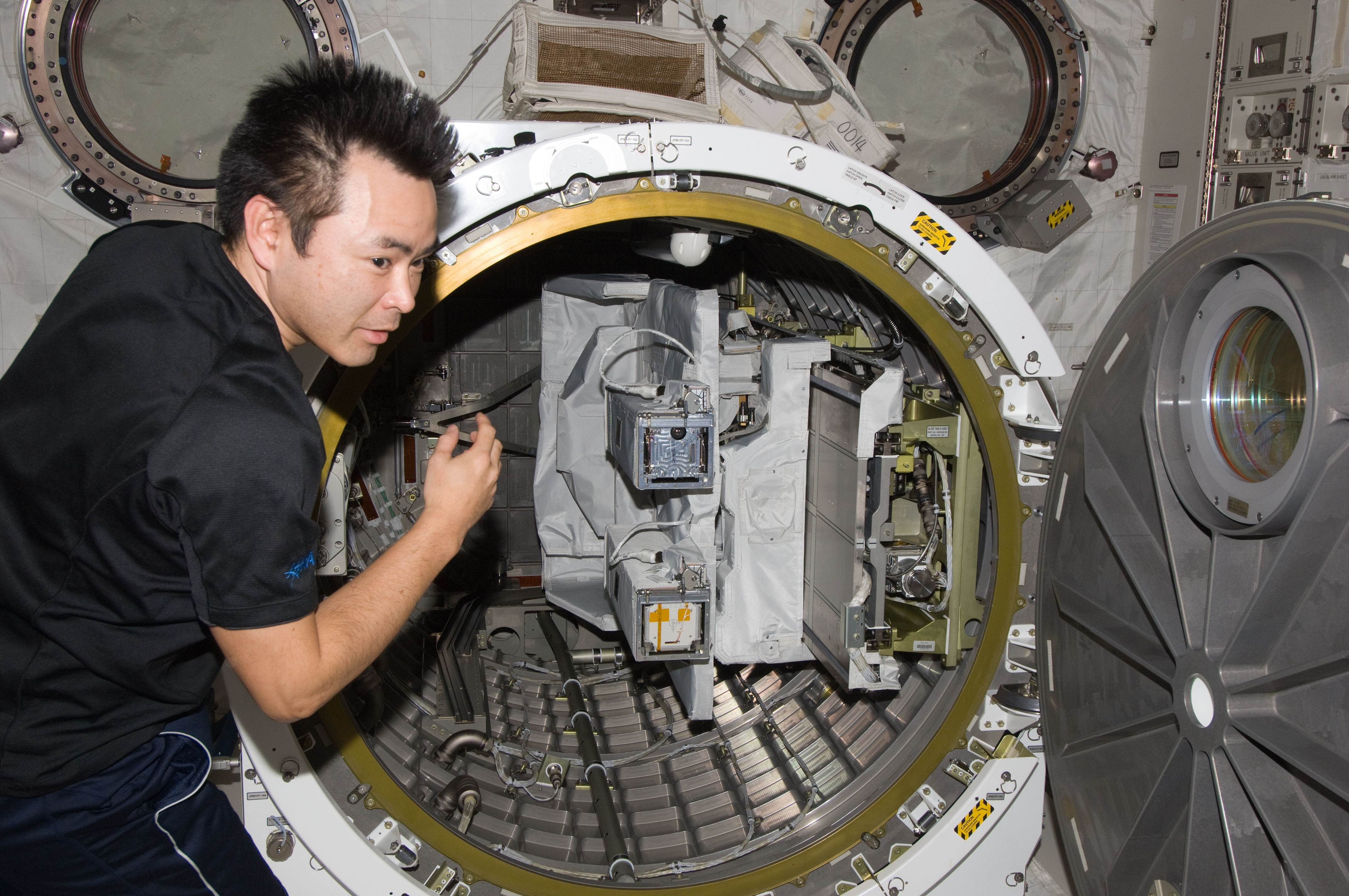
Astronaut Akihiko Hoshide an der Schleuse vor der Freisetzung der CubeSats

WE WISH wurde am 21. Juli 2012 im HTV-3 vom Tanegashima Space Center gestartet und zur Internationalen Weltraumstation ISS gebracht. Von dort aus wurde er am 4. Oktober 2012, zusammen mit den vier anderen CubeSats RAIKO, TechEdSat, FITSAT-1 und F-1, ins Weltall freigesetzt.
Hauptmission war eine Infrarotkamera, deren Bilder als SSTV-Signal zur Erde gesendet wurden. Zusätzlich sendete der Satellit in Morsetelegrafie, AX.25 und  im 70-cm-Band. Das Rufzeichen war JQ1ZJ.
Der Wiedereintritt erfolgte am 11. März 2013.